# فولكر إنجل
فولكر إنجل (بالألمانية: Volker Engel)‏ هو منتج أفلام ألماني، ولد في 17 فبراير 1965 في بريمرهافن في ألمانيا.

## وصلات خارجية
- فولكر إنجل على موقع IMDb (الإنجليزية)
- فولكر إنجل على موقع قاعدة بيانات الفيلم (الإنجليزية)